# Pavona clavus

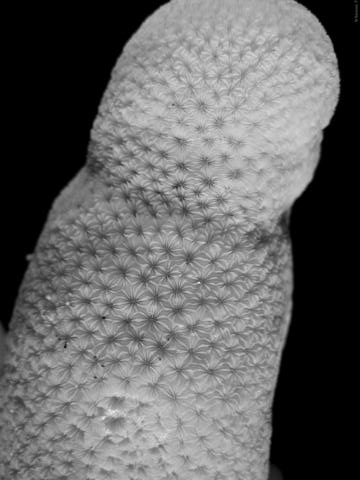
Corallum de colonia de Pavona clavus.

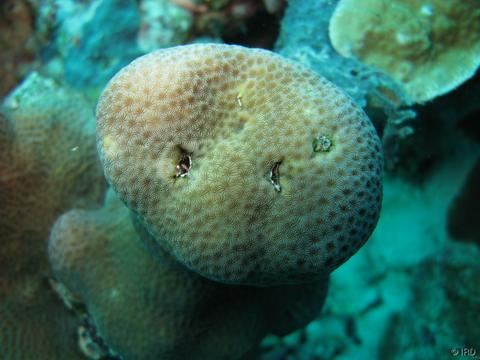
Colonia de Pavona clavus in situ, Nueva Caledonia.

Pavona clavus  es una especie de coral de la familia Agariciidae, y pertenece al grupo de los corales duros, orden Scleractinia.
Es coral hermatípico, por lo que, tras la muerte del coral, su esqueleto contribuye a la generación de nuevos arrecifes en la naturaleza. Es una especie, que por su forma de crecimiento, confiere refugio y protección a invertebrados marinos y peces. Al tiempo, que juega un importante papel dando soporte a la base de muchos arrecifes.

## Morfología
Las colonias son masivas, lo que significa que son sólidas y redondeadas, con formas de columnas o láminas, o con ambas formas en la misma colonia. En ocasiones, algunas colonias más finas pueden ser incrustantes. Las columnas son de forma oval en su sección trasversal, y no se anastomosan, manteniéndose separadas en su crecimiento y desarrollo.  
Los coralitos, con su típico aspecto de estrella, característico del género, son claramente visibles en los corales vivos. Los muros de los coralitos son gruesos, lo que implica que sus cálices están bien separados. Los septos, con suaves bordes y lados granulados, atraviesan los anchos muros del coralito, y los septo-costae están dispuestos en dos órdenes alternos muy diferenciados. Tienen columela pequeña o ausente.

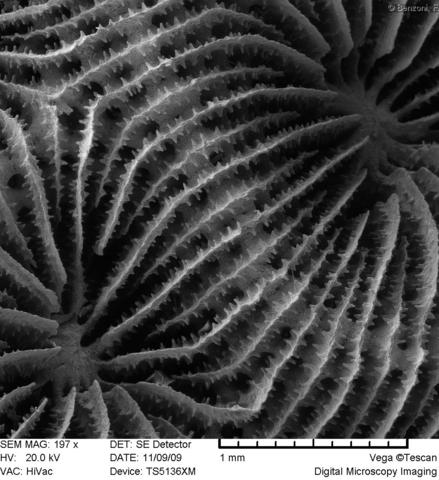
Vista de la unión de dos coralitos de Pavona clavus, mediante microscopio digital a 197x aumentos.

Los pólipos se expanden solo por la noche. El color es gris pálido uniforme, crema o café. 
Según algunos autores, en la costa Pacífica americana tropical, la tasa de crecimiento de esta especies varía entre 0.9 y 1.3 cm por año, aunque otros reportes apuntan a 6.1 ± 2.9 mm por año. Las colonias alcanzan 1.5 metros de alto, por unos 10 cm de ancho.

## Hábitat y distribución
Es una especie común en hábitats expuestos a corrientes. Se encuentra generalmente en laderas y llanuras arrecifales, donde forma grandes colonias de varios metros. Su rango de profundidad está entre los 2 y 15 m, aunque se han localizado ejemplares entre 0 y 51.5 m de profundidad, y en un rango de temperatura entre 22.34 y 28.61 °C.
Su distribución geográfica comprende las aguas tropicales del océano Indo-Pacífico, desde África oriental, incluido el mar Rojo, hasta el Pacífico oriental. Es especie nativa de Arabia Saudí, Australia, Birmania, Camboya, Colombia, Comoros, islas Cook, Costa Rica, Ecuador, Egipto, El Salvador, Eritrea, Filipinas, Fiyi, Guadalupe, Honduras, India, Indonesia, Israel, Japón, Jordania, Kenia, Kiribati, Madagascar, Malasia, Maldivas, islas Marianas del Norte, islas Marshall, isla Mauricio, Mayotte, México, Micronesia, Mozambique, Nauru, Nicaragua, Niue, Nueva Caledonia, Palaos, Panamá, Papúa Nueva Guinea, Polinesia, Reunión, Samoa, islas Salomón, Seychelles, Singapur, Somalia, Sri Lanka, Sudáfrica, Sudán, Taiwán, Tailandia, Tanzania, Tokelau, Tonga, Tuvalu, Vanuatu, Vietnam, Wallis y Futuna, Yemen y Yibuti.

## Alimentación
Los pólipos contienen algas simbióticas; mutualistas, ambos organismos se benefician de la relación, llamadas zooxantelas. Las algas realizan la fotosíntesis produciendo oxígeno y azúcares, que son aprovechados por los pólipos, y se alimentan de los catabolitos del coral, especialmente fósforo y nitrógeno. Esto les proporciona del 70 al 95% de sus necesidades alimenticias. El resto lo obtienen atrapando plancton y materia disuelta en la columna de agua.
En este último caso, el género tiene especies con una enorme capacidad autotrófica, esto es, que tienen la habilidad de captar simples sustancias inorgánicas, como por ejemplo el dióxido de carbono, y transformarlas en sustancias orgánicas para su nutrición.

## Reproducción
La especie tiene colonias gonocóricas, o de sexos separados, y hermafroditas. Este coral se reproduce sexualmente produciendo gametos que son liberados en la columna de agua, siendo la fertilización externa. El pico más alto de liberación de esperma es durante la luna llena de los meses de agosto y septiembre, cuando la temperatura del agua es estable y superior a 29 °C. Las masas de mucus expulsadas contienen entre 9.000 y 28.000 huevos por cm².
Las larvas plánulas formadas tras la fertilización, deambulan por la columna de agua hasta que se posan y fijan en el lecho marino, una vez allí se convierten en pólipos y comienzan a secretar carbonato cálcico para construir su esqueleto, o coralito. 
La formación de la colonia se lleva a cabo por un proceso de reproducción asexual por gemación, en el cual el pólipo se divide en dos o más hijos, y cada uno secreta cristales de carbonato de calcio (CaCO3), concretamente de aragonita, que son depositados debajo del tejido vivo para la formación del esqueleto, mientras que, por encima de éste se produce la comunicación entre los miembros de la colonia.
El régimen reproductivo de P. clavus puede estar basado en una regeneración baja, en cuanto a la reproducción sexual, que se ve aumentada por una alta tasa de reproducción asexual.